# Albus NoX Luna
Albus NoX Luna (а́l'bus noks lúna, а́льбус нокс лу́на) — профессиональная команда СНГ по League of Legends образованная в конце мая 2016 года составом Hard Random, являлась частью киберспортивной мультигейминговой организации «Albus NoX». Чемпион летнего сплита LCL 2016 и IWCQ 2016, четвертьфиналист Чемпионата мира по League of Legends 2016.

## История

### Сезон 2016
23 мая 2016 года команда «Hard Random», с целью защиты от «поглощения» крупными организациями по мере развития сцены, объявила о слиянии с мультигейминговой киберспортивной организацией «Albus NoX». Под тег «Albus NoX Luna» перешёл весь состав по League of Legends, что позволило сохранить игрокам слот в Континентальной лиге по League of Legends.
Летом 2016 года команда прошла в плей-офф нового сплита LCL, заняв 1-е место в регулярном сезоне и имея статус одного из претендентов на чемпионство. Обыграв в 1/2 финала команду «TORNADO.ROX» со счётом 3:0, «Albus NoX Luna» вышли в гранд-финал лиги, где одержали победу над командой «Vega Squadron» со счётом 3:2.
Статус чемпионов летнего сплита LCL 2016 позволил «Albus NoX Luna» принять участие в IWCQ 2016 — отборочном этапе Чемпионата мира по League of Legends 2016.
В групповой стадии отборочного wildcard-турнира «альбусы» заняли четвёртое место, пройдя в квалификационный раунд Чемпионата мира, в котором они встретились с мексиканцами «Lyon Gaming». «Albus NoX Luna» одержали победу со счётом 3:2 и поехали в США на первый для СНГ с 2013 года Чемпионат мира по League of Legends вместе с победителем другого финала IWCQ — INTZ e-Sports из Бразилии.
7 октября команда «Albus NoX Luna» одержала победу над корейским коллективом ROX Tigers и обеспечила себе путевку в четвертьфинал Чемпионата мира по League of Legends, где проиграла европейской команде «H2k-Gaming» со счётом 3-0.

### Предсезон 2017
27 ноября 2016 года коллектив стал чемпионом LCL Open Cup, обыграв в финале турнира команду «Vega Squadron» со счётом 2:1.

### Сезон 2017
9 января 2017 года состав команды «Albus NoX Luna» перешёл в организацию под названием M19.

## Прежний состав
| Позиция       | Никнейм   | Фамилия и имя | Фамилия и имя         | Дата рождения        | Форма Albus NoX Luna |
| Верхняя линия | Smurf     | Россия        | Дмитрий Иванов        | 22 июня 1994         | Форма Albus NoX Luna |
| Верхняя линия | HediN     | Россия        | Артём Плуталов        | ?                    | Форма Albus NoX Luna |
| Лесник        | PvPStejos | Украина       | Александр Глазков     | 24 декабря 1996      | Форма Albus NoX Luna |
| Средняя линия | Kira      | Украина       | Михаил Гармаш         | 7 марта 1993 года    | Форма Albus NoX Luna |
| Стрелок       | aMiracle  | Украина       | Щербина, Владислав    | 2 сентября 1993 года | Форма Albus NoX Luna |
| Стрелок       | unho1y    | Украина       | Александр Севостьянов | 14 сентября 1994     | Форма Albus NoX Luna |
| Поддержка     | Likkrit   | Россия        | Кирилл Малофеев       | 4 октября 1995       | Форма Albus NoX Luna |

Топ-менеджер: Юрий Марков
Менеджер: Алексей «Madneps» Холин
Тренер: Константин «Ansva» Чанчиков
Аналитик: Антон «Tunes» Бойко

## Достижения
| Место     | Турнир                              | Место проведения LAN-финала    | Дата проведения          | Призовые        |
| 2016      | 2016                                | 2016                           | 2016                     | 2016            |
| --------- | ----------------------------------- | ------------------------------ | ------------------------ | --------------- |
| 1         | Летний сплит LCL 2016               | ВТБ Ледовый дворец             | 28 мая — 17 августа      | ₽ 1 500 000     |
| зелёная ✓ | International Wildcard Qualifier    | Опера-де-Араме                 | 24 августа — 4 сентября  | квота на Worlds |
| 5-8       | Чемпионат мира по League of Legends | Соединённые Штаты Америки      | 29 сентября — 29 октября | $202,800        |
| 1         | LCL Open Cup                        | ТЦ «Авиапарк» Музей стрит-арта | 20 — 27 ноября           | TBA             |